# Cicne (fill de Posidó)
D'acord amb la mitologia grega, Cicne (en grec antic Κύκνος), va ser un heroi, fill de Posidó i de Càlice. El seu pare li atorgà el do de la invulnerabilitat. La seva llegenda pertany al cicle de Troia, però apareix en textos posteriors a Homer.
Es diu que va participar en els Jocs Fúnebres celebrats en honor de Paris, abans de la guerra de Troia, quan se'l va donar per mort.
Era aliat dels troians, i va anar ràpidament a ajudar-los quan van desembarcar els grecs. Va impedir l'avenç de les forces aquees durant molt de temps, fins que va trobar-se amb Aquil·les. Com que Cicne era invulnerable, Aquil·les no el podia matar: va haver de donar-li cops al rostre amb el pom de l'espasa i fer-lo retrocedir amb l'escut fins que Cicne, tirant enrere, va ensopegar amb una pedra i va caure. Aquil·les l'ofegà sota el seu pes, però Cicne, per gràcia del seu pare, es va transformar en cigne.
Hi ha un altre Cicne fill de Posidó i pare de Tenes, que va ser rei de Colones.